# Johann Friedrich Székely
Johann Friedrich Székely (ur. 1739 na Węgrzech, zm. 2 października 1794 w Bydgoszczy) – pułkownik wojsk pruskich.
Był z pochodzenia Węgrem. Służbę pruską rozpoczął w 1758 roku. W czasie powstania kościuszkowskiego został 28 sierpnia 1794 wysłany przez Fryderyka Wilhelma II spod obleganej Warszawy do stłumienia powstania wielkopolskiego. Zasłynął wówczas ze szczególnego okrucieństwa. Na czele batalionu fizylierów i szwadronu kawalerii stoczył z gen. Janem Henrykiem Dąbrowskim przegraną bitwę pod Bydgoszczą, podczas której został śmiertelnie raniony w nogę przez pocisk armatni. Zmarł w polskiej niewoli.